# Њу Палтз (Њујорк)
Њу Палтз (енгл. New Paltz) град је у америчкој савезној држави Њујорк.

## Демографија
По попису из 2010. године број становника је 6.818, што је 784 (13,0%) становника више него 2000. године.
| Група             | 2000.         | 2010.         |
| Белци             | 4.232 (70,1%) | 5.147 (75,5%) |
| Афроамериканци    | 470 (7,8%)    | 435 (6,4%)    |
| Азијати           | 423 (7,0%)    | 408 (6,0%)    |
| Хиспаноамериканци | 720 (11,9%)   | 754 (11,1%)   |
| Укупно            | 6.034         | 6.818         |